# Риш
Риш (болг. Риш) — село в Шуменській області Болгарії. Входить до складу общини Смядово.

## Населення
За даними перепису населення 2011 року у селі проживали 748 осіб.
Національний склад населення села:
| Національність   | Кількість осіб | Відсоток |
| ---------------- | -------------- | -------- |
| турки            | 538            | 72,6%    |
| болгари          | 199            | 26,9%    |
| Всього відповіли | 741            |          |

Розподіл населення за віком у 2011 році:
Динаміка населення: